# San Diego FC
Der San Diego FC ist ein Franchise der Major League Soccer (MLS) mit Sitz in San Diego, Kalifornien. Die Mannschaft trägt ihre Heimspiele im Snapdragon Stadium austragen, einem 2022 erbauten College-Football- und Fußballstadion. Die Eigentümergruppe des Franchises wird von dem britisch-ägyptischen Geschäftsmann Mohamed Mansour und dem Sycuan Band of the Kumeyaay Nation, einem staatlich anerkannten Indianerstamm, angeführt. Das Franchise nimmt seit der Saison 2025 am Spielbetrieb teil.

## Geschichte
San Diegos erste Profifußballmannschaft waren die kurzlebigen San Diego Toros, ein Team der North American Soccer League (NASL), das 1968 aus Los Angeles umzog und nur eine Saison spielte. Eine zweite NASL-Mannschaft, die San Diego Jaws, wurde 1976 aus den ehemaligen Baltimore Comets gegründet und spielte ein Jahr lang, bevor sie nach Las Vegas umzog. 1978 kehrte die Mannschaft zurück, wurde in Sockers umbenannt und trug ihre Spiele im Jack Murphy Stadium aus. Die Sockers hatten schlechte Zuschauerzahlen, überlebten aber die Auflösung der NASL, indem sie in die Major Indoor Soccer League wechselten, wo sie in neun Spielzeiten acht Meisterschaften gewannen. Andere Outdoor-Teams, darunter San Diego Flash und San Diego 1904 FC, spielten in den 2000er und 2010er Jahren kurze Zeit in den unteren Ligen des amerikanischen Fußballs, bevor sie wieder aufgelöst wurden.
Nach der Gründung der MLS galt San Diego ab den 1990er Jahren als ein möglicher Standort für ein Franchise, wobei das Fehlen eines fußballspezifischen Stadions als Hürde galt. San Diego wurde in den 2000ern als Standort für den CD Chivas USA in Betracht gezogen, ein MLS-Erweiterungsteam, das als Ableger von Deportivo Guadalajara aus der mexikanischen Primera División fungierte, sich aber stattdessen entschied, seine Heimspielstätte mit der LA Galaxy in Carson zu teilen. Das Projekt war allerdings nur wenig erfolgreich und die Chivas USA wurden nach zehn Jahren wieder aufgelöst. Die Sportart Fußball gilt in San Diego als äußerst populär und die Stadt wurde als „fußballverrückt“ bezeichnet, was den Standort für Investoren weiterhin interessant machte.
Die Sycuan Band of the Kumeyaay Nation, ein kalifornischer Indianerstamm und Betreiber lokaler Vergnügungsstätten, begann im Dezember 2020 mit der Suche nach Möglichkeiten für Investitionen in Sportanlagen. Gemeinsam mit dem Bauunternehmer Brad Termini bewarb man sich im darauffolgenden Jahr um ein MLS-Franchise und suchte mithilfe der Liga nach einem Investor. Der Stamm wandte sich an die Mansour-Gruppe unter der Leitung des Geschäftsmanns Mohamed Mansour, die sich Ende 2022 an der Ausschreibung beteiligte. Dabei konkurrierte der Standort mit Las Vegas, das ebenfalls ein Kandidat für ein eigenes MLS-Team war. Am 18. Mai 2023 gab die MLS bekannt, dass San Diego den Zuschlag für das neue MLS-Franchise erhalten hat. Medienberichten zufolge zahlte die vom Milliardär Mansour angeführte Eigentümergruppe dafür eine Gebühr in Höhe von 500 Millionen US-Dollar.
Das Franchise enthüllte seinen Namen, San Diego Football Club, und das Vereinswappen im Snapdragon Stadium am 20. Oktober 2023.

## Stadion

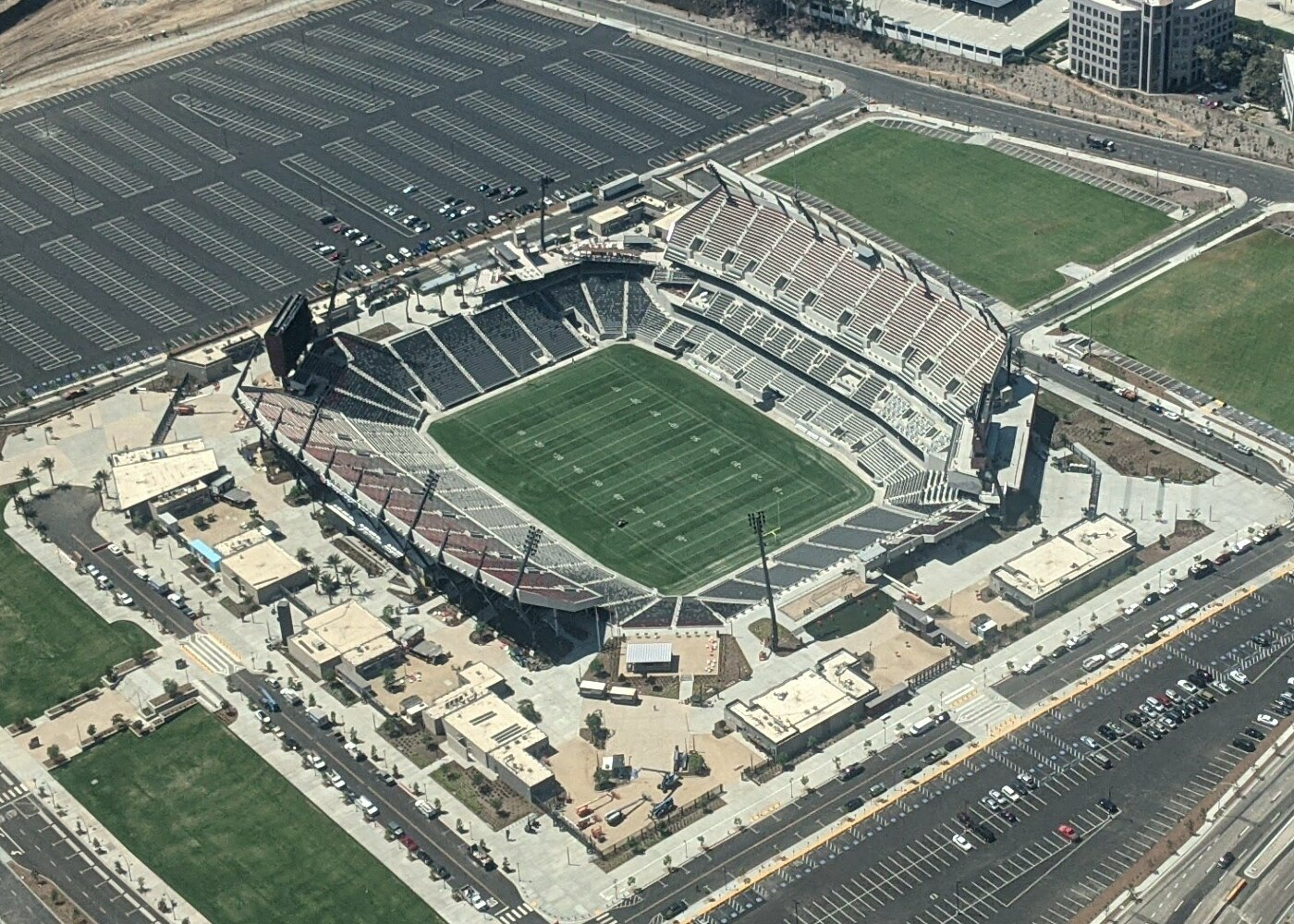
Snapdragon Stadium

Der FC San Diego trägt seine Heimspiele im Snapdragon Stadium aus, eine 35.000 Zuschauer fassende Freiluftarena, die 2022 am ehemaligen Standort des San Diego Stadiums eröffnet wurde. Das Stadion grenzt an den Mission Valley Campus der San Diego State University und wird von der Universität für ihre College-Football- und Fußballspiele genutzt. Es ist auch die Heimat des San Diego Wave FC der National Women’s Soccer League und der San Diego Legion der Major League Rugby.

## Eigentümer
Die Mannschaft gehört Mohamed Mansour, einem britisch-ägyptischen Geschäftsmann und Politiker, und dem Sycuan Band of the Kumeyaay Nation. Die Kumeyaay Nation wurde damit zum ersten indianischen Stamm der USA, welcher Anteile an einem professionellen Fußballklub besitzt. Der Mansour-Gruppe gehören auch der dänische Verein FC Nordsjælland und die Right to Dream Academy, die Einrichtungen zur Ausbildung junger Talente in Ghana, Ägypten und Dänemark hat. Eine neue Zweigstelle der Right to Dream Academy soll in El Cajon eröffnet und ein besonderer Fokus auf die Entwicklung junger Spieler gelegt werden.
Zur Eigentümergruppe gehören auch der Baseball-Spieler Manny Machado, der Bauunternehmer Brad Termini und mehrere Right to Dream-Führungskräfte.